# احسان‌الله بیات
احسان الله (احسان) بیات, متولد ۱۵ ژوئیه ۱۹۶۳ یک کار آفرین، نیکوکار و تجارت پیشه اهل غزنی است که مؤسس و رئیس گروه بیات، یکی از بزرگ‌ترین شرکت‌های خصوصی در افغانستان است.

## اوایل زندگی و تحصیلات
بیات در غزنی تولد شده‌است؛ خانواده او متعلق به قزلباش‌های افغانستان است. او در کارته سه کابل بزرگ شده‌است و فارغ‌التحصیل ۱۹۷۹, از لیسه استقلال است. تهاجم شوروی به افغانستان، بیات و خانواده او فوراً مهاجرت کردند، و در نیو یورک ساکن شدند. از ۱۹۸۲ تا ۱۹۸۶ بیات فارغ‌التحصیل رشته مهندسی مؤسسه فناوری نیوجرسی(NJIT) شد. بعد از فارغ‌التحصیلی، او یک شغل کارآفرینی شروع کرد. مؤسس شرکت‌های واردات و صادرات توزیع مواد غذایی.
بعد از فارغ‌التحصیلی از کالج، بیات روابط مستحکمی را با دوستان و اقوام خود ساکن در افغانستان، پاکستان، ایالات متحده و سراسر جهان برقرار نمود. تعهد نمود تا افغانستان را دوباره بسازد. او در اوایل ۲۰۰۲, به افغانستان برگشت، نزدیک به بعد از سقوط دولت طالبان افغانستان در نوامبر ۲۰۰۱.

## شغل
وقتی بیات در اوایل ۲۰۰۲, به افغانستان برگشت، سالها جنگ مردم افغانستان را تاراج، و اقتصاد کشور را ویران نموده بود. با استفاده از تجربه درخشان خود به عنوان یک کارآفرین آمریکایی-افغانی که شرکت‌های موفقی را در ایالات متحده براه انداخته بود؛ او برنامه تأسیس یک نسل جدید از شرکت‌های افغانی را که قادر به انجام اصول ذیل باشد، آغاز کرد:
- هر شرکت باید یک تأثیر مثبت و دراز مدت بروی مردم افغانستان ایجاد نمایید
- هر شرکت باید توسط یک افغان مدیریت شود، افغانان را استخدام کند، به ساختن دموکراسی در افغانستان کمک کند، و برای ایجاد روابط مثبت بین افغانستان و دیگر کشورها تلاش نماید

او مؤسس و رئیس گروه بیات است. بزرگ‌ترین کارآفرین افغان و شرکتی با خدمات متنوع.

## شرکت گروه بیات
در ۲۰۰۲, اولین شرکت بیسیم افغانستان، بیات شرکت ارتباطات افغان بیسیم، که زیر بنای ارتباطات پر سرعت مخابرات بیسیم تلفنی کشور است، را تأسیس نمود. ای دبلیو سی سی در هر ۳۴ ولایت افغانستان فعالیت می‌کند، که بیش از ۵۰۰۰۰۰۰ تجارت و مصرف‌کننده را با یک شبکه پر سرعت رده جهانی تدارک می‌دهد.
در ۲۰۰۵, بیات شبکه تلویزیون آریانا (ATN) را تأسیس نمود، بزرگ‌ترین شبکه رسانه یی خصوصی افغانستان، که نشرات آن تقریباً به ۲۵۰۰۰۰۰۰ مخاطب در سراسر ۳۴ ولایت افغانستان می‌رسد. تلویزیون آریانا مخاطبان بسیاری نه تنها در افغانستان که در میان مهاجران افغانستانی مقیم پاکستان دارد.
ای دبلیو سی سی و تلویزیون آریانا بزرگ‌ترین تصمیم‌گیری‌های گروه بیات هستند. بیات انرژی یک شرکت جستجو تولید و توسعه نفت و گاز است که توسط گروه بیات در اکتبر ۲۰۱۶, تأسیس شده‌است.
بیات پاور، تصمیمی از بیات انرژی، یک توافقنامه را با دولت افغانستان برای ساخت بیات-۱, یک کارخانه تولید برق از گاز در شبرغان، بست. وقتی تمام سه فاز بیات-۱ تکمیل شود، بیات-۱ قادر به تولید ۲۰۰ مگاوات برق خواهد بود، برق کافی برای تقریباً ۲۰۰۰۰۰ خانواده و کسب و کار.
در ۲۰۱۸, بیات پاور همچنان یک توافقنامه خرید برق را امضا کرد، فروش ۴۰ مگاوات برق به دولت افغانستان. در آپریل ۲۰۰۹, بیات پاور یک توربین متحرک سایمنز SGT-A45 را به‌دست خواهد آورد و اولین شرکتی خواهد بود که آن را بکار می‌اندازد.
گروه بیات مالک شرکت‌های است که در عرصه ساخت و ساز، امنیت، لجستیک، و بخش‌های مصرفی فعالیت می‌کند. همچنان:
- خدمات شبکه آریانا[۱۰]
- بیات انرژی
- بیست جاب
- گروه مشورتی رسانه فاین
- آب معدنی صحی فاین

گروه بیات موفق شده‌است توانایی‌های نیروی کار خود را بسازد و توسعه اقتصاد افغان را توسط منابع اختصاصی مهم برای پیشرفت توانایی‌های آموزشی، کارآفرینی، و مدیریتی خود، حمایت نمایند.